# Attenschwiller
Attenschwiller / Attenschweiler là một xã trong tỉnh Haut-Rhin, thuộc vùng Grand Est của nước Pháp, có dân số là 836 người (thời điểm 1999). Xã nằm về phía tây của cảng hàng không Basel Mulhouse Freiburg.

## Thông tin nhân khẩu
| 1962 | 1968 | 1975 | 1982 | 1990 | 1999 |
| ---- | ---- | ---- | ---- | ---- | ---- |
| 577  | 594  | 644  | 640  | 693  | 836  |